# NGC 6558
NGC 6558 là cụm sao cầu, nằm cách chòm sao Cung Thủ khoảng 24.000 năm ánh sáng. Cấp sao biểu kiến khoảng 11 với đường kính biểu kiến khoảng 10'.  Cụm sao được phát hiện vào năm 1784 bởi nhà thiên văn học William Herschel với kính viễn vọng 18,7 inch của ông và phát hiện này sau đó đã được xếp vào danh mục Thiên thể NGC.
Nó nằm 1,5 độ nam-đông nam so với Gamma 2 Sagittarii.